# Tetřívek malý
Tetřívek malý (Centrocercus minimus) je menší druh hrabavého tetřeva obývající pouze malá území v jihovýchodní části amerického Colorada a jihozápadního Utahu. Druh byl poprvé popsán teprve v roce 2000; do té doby byl považován za konspecifický (náležející ke stejnému druhu) s tetřívkem pelyňkovým. Jedná se nicméně o blízké příbuzné, kteří společně utváří rod Centrocercus.
Kohout má většinou tmavé opeření s výraznou bílou hrudí. Po stranách hrudi má vzdušné vaky, které se v době rozmnožování nafouknou a vynikne tak jejich olivově žlutý neopeřený povrch. Slepice je převážně hnědá s bílým a tmavým flekováním. Rozmnožování probíhá na tokaništích, kam se tetřívci každoročně schází ve velkém počtu. Slepice se páří s více samci, avšak pouze ti nejdominantnější samci kopulují. Stavbu hnízda, inkubaci i mateřskou péči obstarává pouze slepice. Snůšku tvoří nejčastěji 6–8 vajec o velikosti 55×38 mm. Inkubační doba trvá 25–29 dní. Mláďata jsou vysoce prekociální, již několik minut po vyklubání si dovedou sama nalézt potravu. Habitat druhu tvoří pláně poseté pelyňkovými keři. Populace tetřívků prodělala během 20. století razantní pokles, vymizela až z 90 % svého původního areálu. Populaci tetřívků ohrožuje hlavně ztráta přirozeného prostředí následkem aktivit člověka (zástavba, přeměna původních plání na zemědělská pole). IUCN považuje tetřívky za ohrožený taxon.

## Taxonomie
Druh byl poprvé vědecky teprve v roce 2000. Druhové jméno druhu minimis pochází z latiny a znamená „nejmenší“, což odkazuje k malému vzrůstu tetřívka.
Tetřívek malý je jedním ze dvou zástupců rodu Centrocercus.

## Popis
Jedná se o malého ptáka s tělem slepicovitého tvaru. Tmavě hnědý zobák je krátký a silný, nohy tlusté a opeřené. Duhovky jsou hnědé. Většina opeření má různé odstíny od šedo-hnědé po tmavě hnědou, přičemž konkrétní odstín závisí na ročním období. Barva se totiž mění v závislosti na době posledního přepeření a environmentálních podmínkách. Druh je vzezřením velmi podobný tetřívku pelyňkovému, od kterého se odlišuje hlavně menší výškou těla (tetřívek malý je asi o třetinu menší než tetřívek pelyňkový). Dalším rozdílem je příčné světlé pruhování ocasu, které je u tetřívků malých pravidelnější s jasně ohraničenými okraji. Tento rozdíl se vyskytuje u kohoutů i slepic, avšak nejlépe je viditelný u kohoutů při naparování v době námluv, kdy je ocas roztažený a pera natažené.
Kohouti mají opeření na korunce, šíji, po stranách hlavy, bradě a krku černo-hnědé. Od středu černého krku v jeho horní části se vine ke krčním stranám bílý proužek, který pokračuje až nahoru k očím a připomíná tak jakousi upravenou úzkou bradku. Spodní část krku je černá. Opeření na hrudi je čistě bílé a často působí prověšeně z důvodu vyfouknutých vzdušných vaků. Hřbet je převážně hnědo-černý s bílými skvrnami. Podocasní krovky a břicho jsou černé. Boky jsou do běla s hnědými a černými skvrnami. Spodní ocasní krovky jsou prodloužené s výrazným bíle vykrojeným zakončením. Křídla jsou převážně hnědo-černá. Ocas je tmavě hnědý s úzkým nepravidelným příčným světlým pruhováním. V době toku se vzdušné hrdelní vaky kohoutů naplní vzduchem, a vynikne tak jejich olivově žlutá barva. 
Slepice jsou výrazně menší než samci. Jejich opeření má podobné vzory jako u samců, avšak postrádají tmavé části v oblasti hlavy a krku i výrazně bílé opeření na hrudi. Slepice jsou tak převážně hnědé s občasným tmavým a bílým flekováním. Juvenilní jedinci připomínají slepice, avšak jsou menší a peří horní části těla má bílé pruhování.
Kohout měří 44–51 cm, délka slepičího těla je 32–38 cm.

## Biologie a chování
Část populace je stálá, avšak část tetřívků migruje na krátkou vzdálenost (cca desítky kilometrů) mezi hnízdišti a zimovišti. Slepice s kuřaty se mohou v létě přemisťovat do vyšších nadmořských výšek nebo oblastí s dostatkem vláhy.

### Rozmnožování

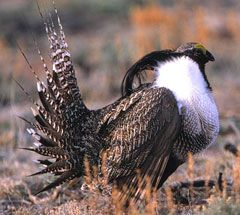
Naparující se tetřívek během toku

K rozmnožování dochází od března do konce května na tokaništích, kam se kohouti i slepice každoročně shromažďují. Typické tokaniště je na otevřeném prostranství jako jsou ploché hřebeny kopců, rovná dna vyschlých jezer nebo dokonce čerstvá spáleniště. Na jednom tokaništi se může sejít desítky a občas i stovky kohoutů. Kohouti nafukují své hrdelní vaky a naparují své peří, aby tak zapůsobili na slepice, které je při toku pozorují. Slepice si poté vyberou ty nejpůsobivější samce, se kterými kopulují. Každá slepice kopuluje s více samci, avšak pouze 10–15 % kohoutů se nakonec dovede spářit. Tato výrazná menšina představuje ty nejdominantnější jedince. K tokům dochází nejčastěji časně z rána, někdy i na večer. Při toku vyniká řada dalších rozdílů mezi tetřívky malými a tetřívky pelyňkovými. Tetřívci coloradští předvádí své namlouvací pózy pomaleji a vydávají 9 pářících volání, při kterých splasknou své vzdušné vaky. Kohouti tetřívků pelyňkových vydávají pouze 2 takové zvuky.
Slepice se od věku jednoho roku výše. Po kopulaci slepice odchází z tokaniště a postupně začne se stavbou hnízda, které představuje mělký důlek v zemi vystlaný rostlinným materiálem a peřím, který si slepice vytrhá z hrudi. Hnízdo bývá umístěno v husté vegetaci, nejčastěji v pelyňkovitých křovinách. Snůšku tvoří 3–10, nejčastěji 6–8 vajec o velikosti 55×38 mm. Inkubační doba trvá 25–29 dní. Kuřata se rodí obalena prachovým peřím. Jsou vysoce prekociální – se samostatným krmením začínají již několik minut po vyklubání. Kolem stáří 10 dnů dovedou vykonávat první nemotorné lety, kolem 5 týdnů se jejich létající schopnosti vyrovnají dospělcům.

### Potrava

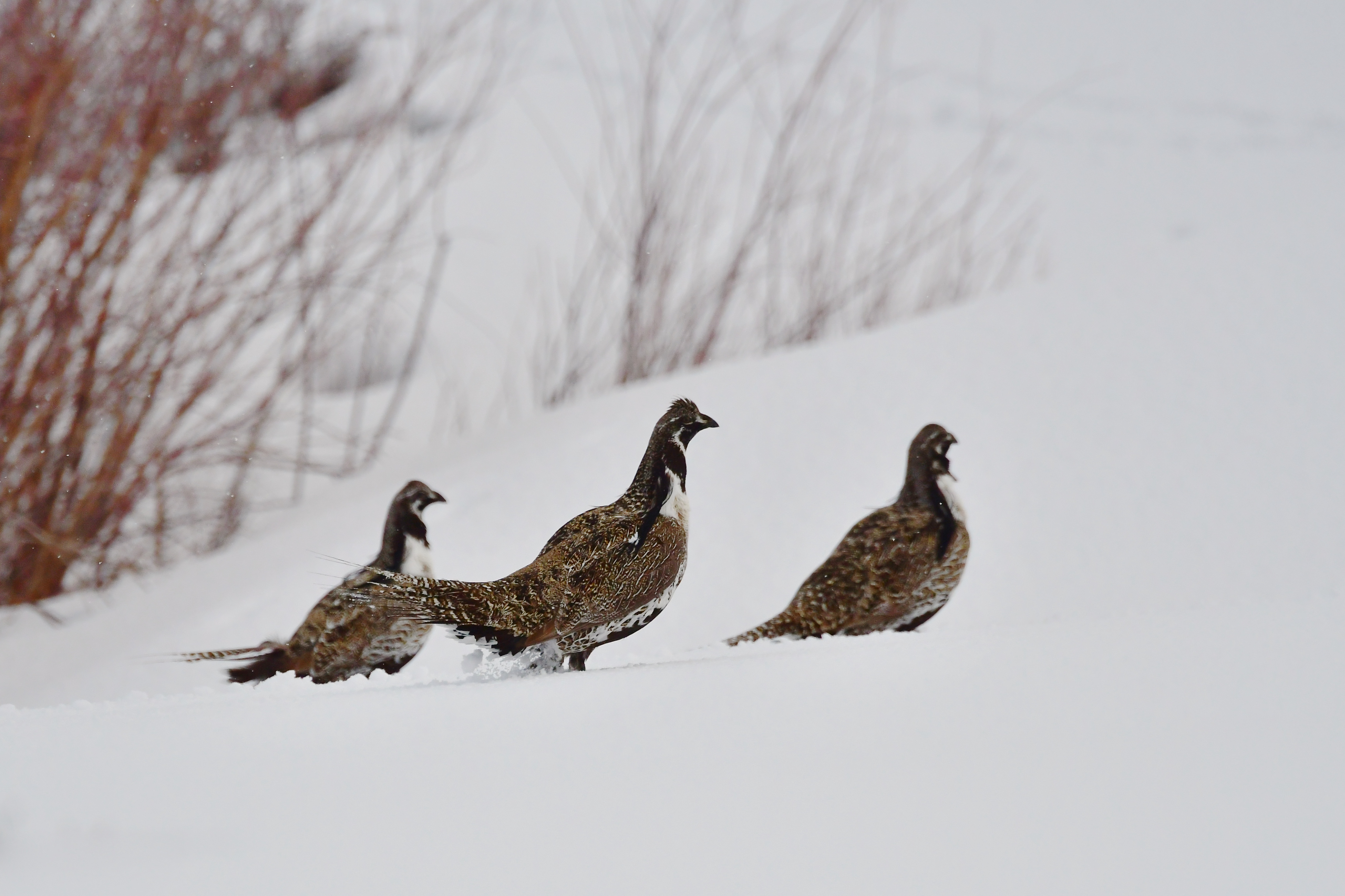
Malé hejno kohoutů v zimě

Tetřívci se živí především listy pelyňků, které zejména v chladných měsících (listopad až duben) představují hlavní potravní zdroj tetřívků. Tuhé listy jim pomáhá strávit zažívací trakt uzpůsobený zpracování takto tvrdé stravy. V teplejších měsících potravu doplňují hmyzem (brouci, sarančata, mravenci) a dalším rostlinným materiálem jako jsou pupeny, listy, květy a menší rostliny. Čerstvě vylíhlá kuřata sezobávají hlavně hmyz, jelikož jejich trávicí trakt ještě není uzpůsoben trávení tuhých listů pelyňků. Slepice před kladením vajec pojídají řadu měkčí potravy jako jsou pampelišky.
V zimním období tetřívci nejenže neztrácí na váze, ale naopak přibírají, a to i čistě z pelyňkové stravy. Nabytá váha jim přijde vhod během energeticky náročného rozmnožovacího období. Vodu v zimě získávají ze sněhu, který pojídají.

### Vokalizace
Tetřívci coloradští disponují značně rozmanitou škálou zvuků, které produkují buď hlasivkami nebo s pomocí svých per, křídel a vzdušných vaků. V případě vyrušení predátory během toku vydávají kohouti měkké út. Kohoutí zvuky během toku jsou do značné míry ritualizované. Typické jsou hlavně táhlé bublavé zvuky nebo zvuk připomínající uříhnutí způsobený vypuštěním vzdušných vaků. Slepice povzbuzují kohouty během toku různými typy volání. V době doprovodu kuřat slepice často komunikují s potomstvem kontaktním voláním a v případě ohrožení predátory vydávají syčivé varovné zvuky.

## Rozšíření a stanoviště

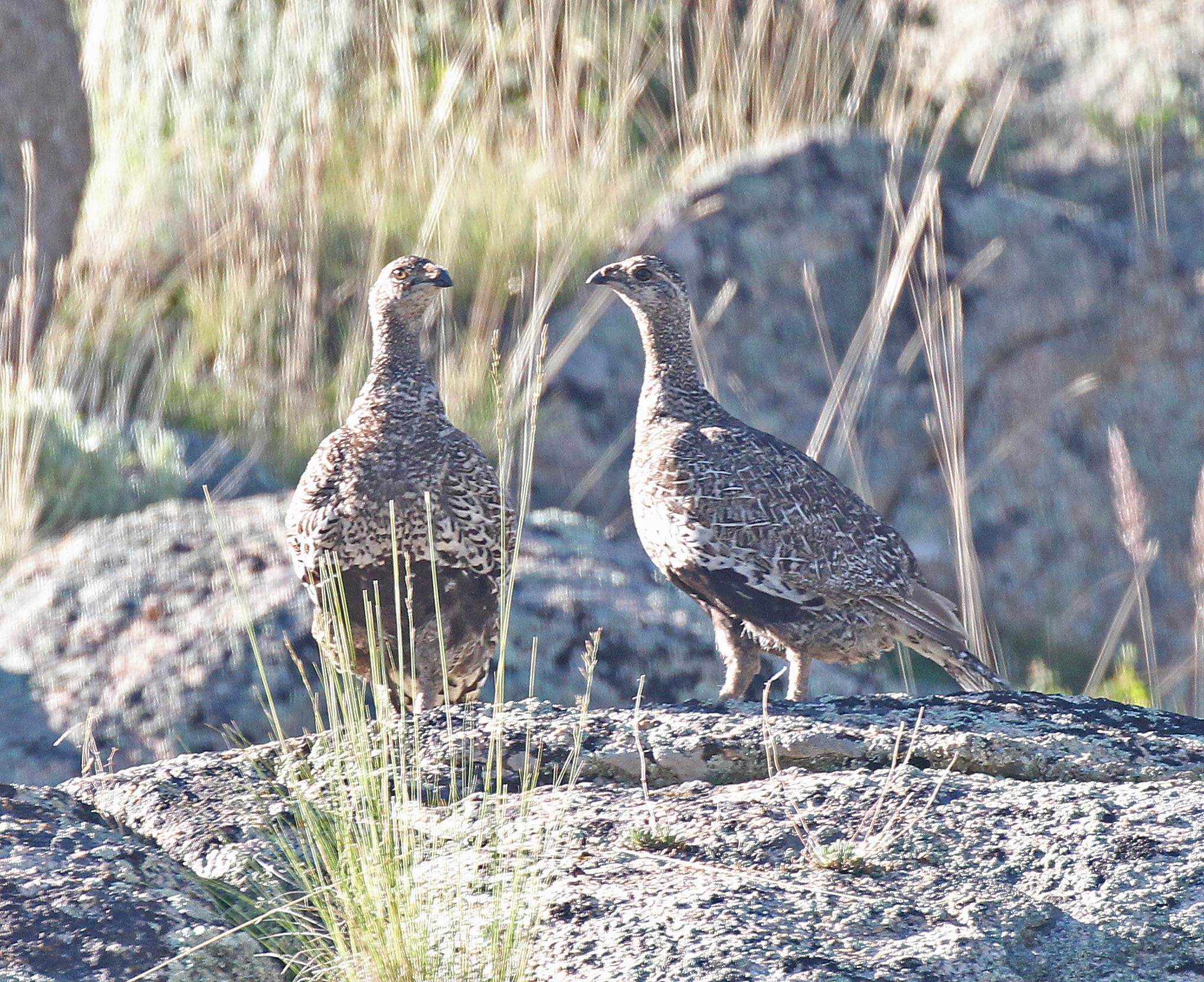
Dvě slepice

Tetřívek malý je rozšířen v roztroušených v populacích v jihozápadním Coloradu, jedna populace je přítomna i v jihovýchodním Utahu. 85–90 % populace žije v povodí řeky Gunnison. Vyskytuje se nejčastěji v nadmořských výškách mezi 2000–3000 m n. m.
Habitat druhu tvoří vysoce položené pláně s převažujícími pelyňkovými keři, zvláště pelyňkem trojzubým (Artemisia tridentata), občas namixované opadavými dubovými, slivoňovými a muchovníkovými keři.

## Ohrožení a ochrana
Tetřívek malý měl původně mnohem větší areál rozšíření zahrnující Arizonu, Oklahomu a Nové Mexiko. Novodobý areál rozšíření tetřívků představuje pouze 8 % jeho původní oblasti rozšíření. Vymizení tetřívků z výše zmíněných států má na svědomí drastický úbytek habitatu i nadměrný lov. Od roku 2000 je lov tetřívků malých zakázán. K novodobým hrozbám patří hlavně úbytek a přeměna jejich habitatu novou zástavbou jako jsou silnice a přehrady, používání nevhodných hnojiv a pesticidů nebo vzrůstající populace jelenů. Další problém pro tetřívky představuje roztroušenost populací a s nimi spojená nízká genetická diverzita.
Zejména z důvodu dramatického snížení populace ve 2. polovině 20. století považuje Mezinárodní svaz ochrany přírody tetřívky malé za ohrožený druh. Nicméně populace v povodí řeky Gunnison je od 90. let 20. století stabilní. Všechny ostatní menší populace vykazují sestupný trend. Odhady celkového počtů tetřívků malých se pohybují mezi 3300–8400 dospělých jedinců.